# حقوق هسته‌ای
حقوق هسته‌ای (بر اساس تعریف مندرج در صفحه ۴ کتاب راهنمای حقوق هسته‌ای که در ژوئیه ۲۰۰۳ توسط آژانس بین‌المللی انرژی اتمی به زبان انگلیسی به چاپ رسیده عبارت است از: «مجموعه‌ای از هنجارهای حقوقی ویژه که برای تنظیم و قاعده‌مندی رفتار و عملکرد اشخاص حقوقی و حقیقی درگیر در فعالیت‌های مرتبط با مواد شکافت پذیر، پرتوهای یون‌ساز و پرتوگیری ناشی از منابع طبیعی پرتوزا ایجاد شده است.»